# 哈瓦爾基米爾
哈瓦爾基米爾（挪威語：Hvaldimir；—2024年8月31日）是一隻白鯨，於2019年春季由挪威漁民在亨墨菲斯附近的海域發現。
該白鯨似乎已經對人類相當熟悉：牠不怕靠近人類，會從人手中接過食物，並願意與人互動遊玩，也能讓人撫摸。該白鯨的名字是在一場投票中選出的，結合了挪威語中的「鯨魚」（hval）一詞和俄語俄羅斯總統弗拉基米爾·普京（Владимир Путин）的名字。當白鯨抵達挪威時，漁民們注意到牠身上戴著緊身相機背帶，而扣環上有一家聖彼得堡公司的標誌。因此，有人推測該白鯨可能是「從俄羅斯的訓練設施中逃脫出來的」。獨立記者為此進行一次調查，並稱哈瓦爾基米爾「幾乎可以肯定是用於軍事目的」。在該白鯨出現一年後，人們開始建議將牠安置到一個峽灣中。
2024年8月31日，哈瓦爾基米爾被發現死於挪威斯塔萬格附近的里薩維卡灣。

## 命名

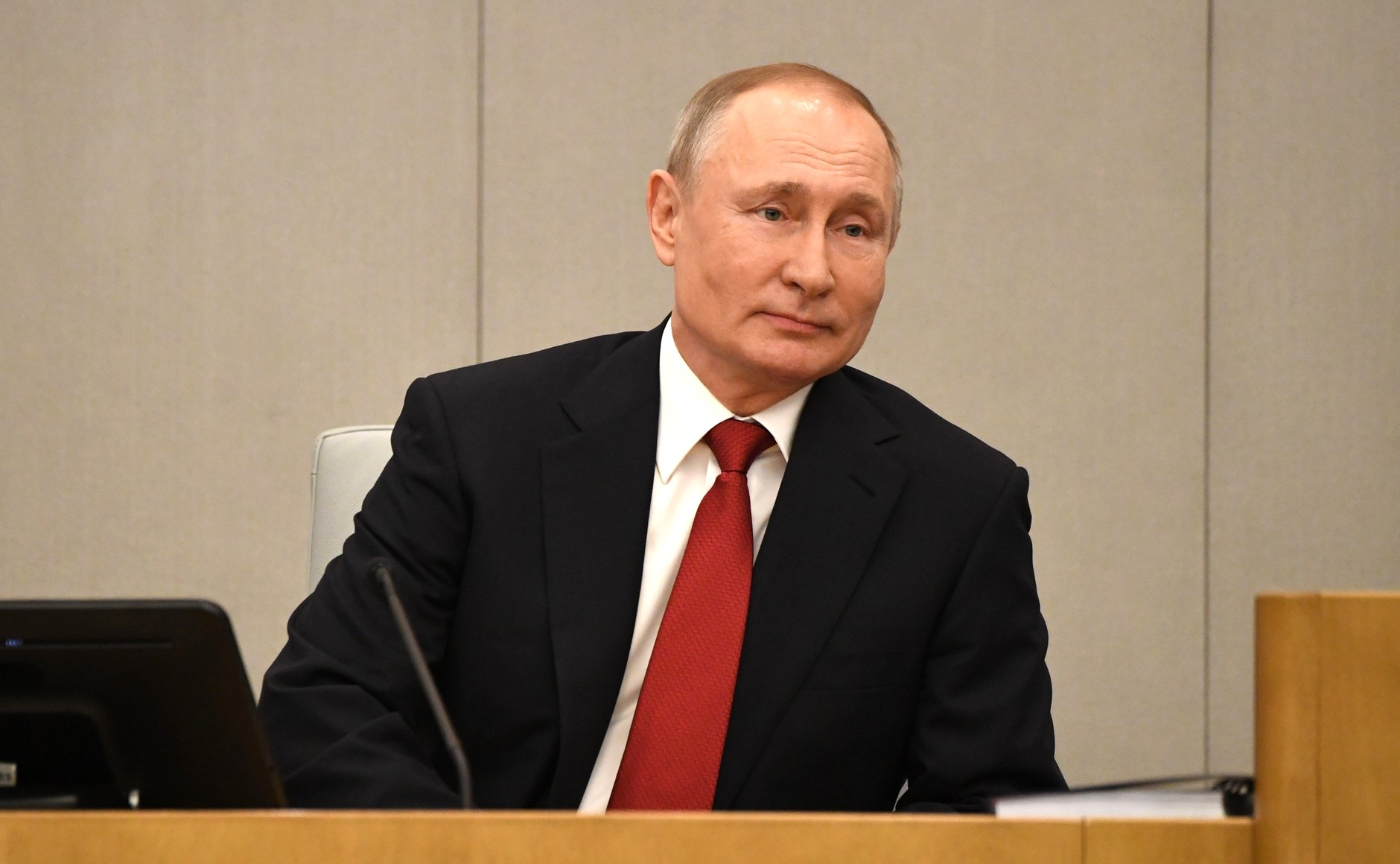
俄羅斯總統弗拉基米爾·普京

根據挪威語的發音，該白鯨的名字應讀作「瓦爾迪米爾」。但由於他被認為是俄羅斯訓練的「間諜鯨」，因此被戲稱為「哈瓦爾基米爾」。在挪威語中，「hval」的意思是「鯨魚」；因為該白鯨的項圈上有俄羅斯標誌，且據推測牠接受過情報收集訓練，名字的後半部分以俄羅斯總統弗拉基米爾·普京的名字命名。這個名字是通過5月3日挪威國家廣播公司NRK一場公眾投票選出的，任何人都可以為該白鯨提名名字。在投票的25萬人中，超過30%的人選擇了「哈瓦爾基米爾」這個名字，排名第二的是漁夫的名字「Joar」，第三是「特工詹姆斯·白鯨」（Agent James Beluga）。

## 事蹟
該白鯨於2019年4月26日在挪威亨墨菲斯以北的因戈亞島（Ingøya）和羅爾夫索亞島（Rolvsøy）附近的塔峽灣村（Tafjord）被發現。當時牠穿著一條緊身的背帶，據推測是用來安裝攝影機的。皮帶的扣環上有聖彼得堡公司「裝置」（Снаряжение）的標誌和拉丁字母「Equipment St. Petersburg」（意為「裝置 聖彼得堡」）的字樣。來自挪威芬馬克郡的漁民表示，這隻鯨魚身上還裝有一台GoPro運動攝影機。該白鯨靠近漁船摩擦，試圖擺脫背帶。動物救援人員和漁民合作努力解開牠的背帶，其中一位漁民穿上救生服，跳入水中鬆開扣環。在接下來的幾天裡，鯨魚多次回到漁船附近，尋求食物，還把人丟入水中的物品撿起來並交還。
挪威漁業管理局和警方建議公眾不要餵食該白鯨，讓牠遠離人類，以避免牠感到壓力。他們擔心牠可能變得具有攻擊性或過於依賴人類。有建議將該白鯨送到冰島的一個海洋動物收容所，那裡已經有兩隻來自中華人民共和國的白鯨。但由於該白鯨似乎正在努力尋找食物，漁業管理局於5月中旬決定不將牠遷移。挪威海洋研究所建議，如果該白鯨無法自主生存，應將牠送回俄羅斯。然而，幾天後發現該白鯨的進食不足。因此，亨墨菲斯市政府決定承擔飼養責任，而漁業管理局也同意需要餵養牠。後來的報導顯示，該白鯨因被漁鉤傷害而重傷。「挪威虎鯨調查」基金會的兩名職業鯨魚訓練師志願者發現該白鯨會對手勢作出反應，這表明牠之前受過訓練。訓練師利用其已受訓的行為，在亨墨菲斯港口進行每日餵食表演，供遊輪乘客觀賞。訓練師還教牠在船旁側躺，以便在有需要時進行醫療護理，儘管挪威從未允許對該白鯨進行任何獸醫治療。
這隻成為當地著名景點的白鯨在2019年7月離開亨墨菲斯港。當時牠似乎已經學會自己尋找食物。到8月，有人多次在塞蘭島附近看見牠的身影。9月初，牠在阿爾塔港口被發現時，身上有螺旋槳造成的傷痕。鲸鱼专家凯瑟琳·金斯曼（Catherine Kinsman）告诉《华盛顿邮报》这只白鲸接近人类及其船只时的异常行为，认为其孤僻的性格使它会被声音和马达吸引直接靠近船只，但这些需求除了让它对人类友好之外，也可能使变得脆弱，由于被人类照顾的事实可能会使白鲸依赖他人喂食，而对陪伴的需求使它危险地靠近船只。
挪威作家西爾維·簡·胡斯比寫了一本紀實書，描述該白鯨的故事。書中，她描寫亨墨菲斯居民如何愛上這隻白鯨。
2021年底，消息指該著名白鯨已經失去所有牙齒。對於牠如何失去牙齒的說法尚無定論。據一種說法，牠的牙齒是因為咬漁民的船而磨損掉的；另一些人則認為，是因為有人將衝浪板等物品塞進牠的嘴裡而導致的。

## 保護工作

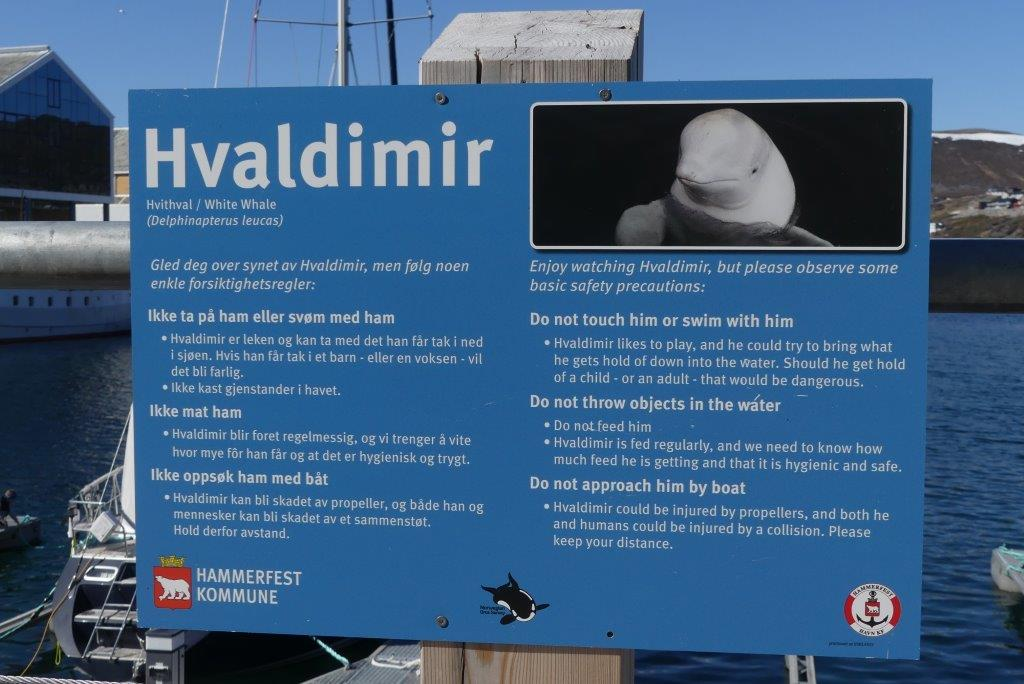
亨墨菲斯港用挪威語和英語標語警告不要干擾哈瓦爾基米爾

哈瓦爾基米爾於2019年5月首次現身後不久，挪威鯨魚調查組織組建一個團隊來監測牠。由於白鯨身上的背帶顯示牠可能來自圈養環境，人們擔心牠是否能夠自行覓食和生存。雖然一開始有健康狀況的擔憂，但在挪威鯨魚調查組織的定期餵食和呼籲公眾不要餵食或與牠互動後，該白鯨的健康狀況有所改善。
7月底，該白鯨離開了亨墨菲斯，引起擔憂。牠沿著挪威海岸移動，持續的觀察顯示牠能夠自行覓食，並獨立生存。
瑞吉娜·克羅斯比於2019年7月首次遇見該白鯨。她通過非正式團體「哈瓦爾基米爾之友」進行的倡議，最終促成了2020年非營利組織「OneWhale」的成立。幾位著名的鯨類科學家加入成為顧問，他們最關注的是如何讓該白鯨在野外有一個好的未來。他说这头鲸鱼然而，隨著該白鯨的國際知名度不斷上升，許多遊客前來觀看，儘管大多數人從遠處欣賞，卻有一些不負責任的互動對牠造成傷害。牠經常出現在工業化鮭魚養殖場附近，也引發相關擔憂。
2020年7月，美國動物保護人士瑞克·歐貝瑞來到挪威觀看該白鯨。在觀察後，他建議將牠帶到一個峽灣中，並提議當局將一部分峽灣劃為安全保護區。
2021年夏季，「OneWhale」成立了「哈瓦爾基米爾團隊」，試圖減少白鯨周圍的挑戰和遊客壓力。該團隊由訓練有素的科學家和志願者組成，全天候駐守在白鯨附近。同年秋天，「OneWhale」與挪威最大的動物權益組織NOAH合作，並與亨墨菲斯市協作，希望將一個峽灣指定為哈瓦爾基米爾的保護海域，稱為挪威鯨魚保護區，儘管此後沒有太多進展。
2023年5月，該白鯨離開常駐水域，短暫前往奧斯陸，隨後進入瑞典水域。由於當地人類密度較高，食物較少，牠的安全問題成為人們的擔憂焦點。不久後，牠重新回到挪威水域。
2023年夏季，由於對哈瓦爾基米爾未來的強烈意見分歧，「OneWhale」大部分成員辭職。一名前成員塞巴斯蒂安·斯特蘭德隨後成立挪威非營利組織「海洋心智」，專注於在羅加蘭郡監測哈瓦爾基米爾，同時推動公眾海洋保護教育。

## 來歷推測
在哈瓦爾基米爾的背帶被移除後，扣帶上顯示「聖彼得堡」字樣。這一背景和相機引發人們對該白鯨是否被訓練來進行俄羅斯間諜活動的懷疑。據悉，美國和俄羅斯都有軍事用途的海洋動物訓練計劃，其中俄羅斯的計劃包括白鯨。俄罗斯国防部曾发布过一则广告，出价24,000美元购买五只宽吻海豚。一名俄羅斯海洋科學家告訴他的挪威同事，這種背帶並非俄羅斯科學家常用的類型。俄羅斯軍方發言人維克多·巴拉涅茨上校回應說：「如果我們利用這隻動物來進行間諜活動，你認為我們會附上一個寫有『請撥打這個號碼』的手機號碼嗎？」但他並未否認這隻鯨魚可能是從俄羅斯海軍逃脫的；俄羅斯的摩爾曼斯克海軍基地離這裡並不遠。挪威警察安全局曾進行調查。挪威国内情报机构展开调查后表示，这头鲸鱼很可能接受过俄罗斯军队的训练，因为它似乎已经习惯了人类。挪威当地媒体则猜测可能是俄罗斯的某种“治疗鲸”。挪威渔业局指出，瓦尔基米尔的动作和行为与该物种通常栖息在偏远的北极地区不同。俄羅斯海軍分析師米哈伊爾·巴拉巴諾夫表示，他認為這隻鯨魚可能是某個動物追蹤項目的一部分。2019年5月底，衛星照片顯示俄羅斯奧倫亞灣基地有一些可以容納白鯨和其他海洋生物的圈養設施。
前挪威駐摩爾曼斯克領事莫滕·維克比曾提出，哈瓦爾基米爾可能是來自北極圈帕迪潛水中心的治療動物，該中心靠近俄羅斯與挪威的邊界，專門為殘疾兒童提供服務。他認為這隻鯨魚可能是名為「塞苗」（Semyon）的白鯨，牠在年幼時被海獅攻擊後被安置在該中心，並出現在2008年維克比為《漁業報》撰寫的關於該機構的文章中。背帶可能是用來拖曳裝有兒童的船隻。目前該機構已不再使用治療白鯨，維克比建議利用哈瓦爾基米爾來宣傳亨墨菲斯。非营利组织海洋之心（Marine Mind）的创始人塞巴斯蒂安·斯特兰德 (Sebastian Strand) 表示，瓦尔基米尔表现出被驯化的迹象，在人类周围很自在，如果它是间谍，那它是很友好的间谍，他指出这头鲸鱼完全适应了人类文化，似乎「一生中大部分时间都被关在笼子里」。

## 哈瓦爾基米爾的终末
到2023年1月，哈瓦爾基米爾仍然長期居住在挪威海岸外的漁場周圍，經常被看到與漁業工人、當地漁民、居民和遊客互動。然而，到2023年初春，挪威政府內沒有任何機構為哈瓦爾基米爾提供保護、福利計劃或照護；牠的早期餵食、健康護理和人類互動大部分來自幾個國際鯨魚保護團體，這些志願者的行動得到挪威當局的批准。
2023年5月，該白鯨被發現在瑞典西南部的享內博斯特蘭德附近，牠沿著斯堪的納維亞半島的海岸線移動，速度比以前觀察到的更快。雖然這一行為的原因尚不完全清楚，但海洋生物學家塞巴斯蒂安·斯特蘭德推測，這隻鯨魚可能是在尋找同類的陪伴，進行社交活動，或者尋找配偶。
2023年6月初，該白鯨依然沒有明確的目的地，牠出現在瑞典哥德堡市中心附近的一條人口稠密的河流中。6月中旬，牠跟隨一艘船來到格羅馬河。
6月26日，該白鯨出現在斯特倫斯塔德和國王港，這兩個城鎮靠近挪威邊境。
2023年7月10日，有報導稱，亨墨菲斯市議會已經以28票對32票通過了建立私人峽灣保護區的提議，該保護區將遠離繁忙的港口，但仍位於芬馬克郡，避開了海上交通和潛在的危險遊客。參與照護和觀察該白鯨的組織之一OneWhale表示，可能會從世界各地拯救其他被俘飼養並已適應人類的白鯨，並將牠們可能釋放到斯瓦爾巴群島以北的水域，那裡已知有一群野生白鯨。

### 與人類的互動
2019年5月4日，兩名遊客來到亨墨菲斯碼頭尋找哈瓦爾基米爾；25歲的伊娜·曼西卡的手機不慎從口袋裡掉進水中，而該白鯨竟然將手機撿回來並交還給她。一段發佈在Instagram上的影片顯示，她隨後輕撫該白鯨的下巴。
2019年6月，牠抽出潛水員刀鞘中的潛水刀，並與正在測試中的水下無人機嬉戲。9月9日，牠被拍到拿走一名皮划艇愛好者的GoPro相機，然後將其從海港底部撿起來歸還給了主人，而在同月早些時候，人們還觀察到牠與一隻野生黑脊鷗玩耍，戲弄牠讓牠掉下捕獲的魚。
2019年11月，一段影片顯示在挪威海岸附近，一隻白鯨與人用橄欖球玩傳接遊戲；這段影片已經確認是該白鯨是哈瓦爾基米爾。
2024年，挪威非营利组织海洋之心（Marine Mind）的创始人塞巴斯蒂安·斯特兰德 (Sebastian Strand) 表示，他最后一次看这头鲸鱼还活着是在8月30日。

### 死亡
2024年8月31日，哈瓦爾基米爾被發現死於挪威斯塔萬格附近的里薩維卡灣，死因不明，其屍體被一對正在釣魚的父子發現。其屍體其後被送往港口接受專家檢查。9月5日，两个非营利组织OneWhale和挪威动物权利组织NOAH的人士表示，他们观察到鲸鱼身上伤痕认为哈瓦爾基米爾是遭受到枪杀，要求挪威执法部门和负责环境犯罪的当局进行刑事调查。9月9日，挪威警方在一份声明中作出回应，表示初步尸检的结果显示，一根长35厘米（14英寸）、宽3厘米（1.2英寸）的棍子被卡在鲸鱼嘴里，但它的胃是空的，而大多数器官都已损坏，在已进行的调查中，没有任何证据可以证明是人类活动直接导致了哈瓦爾基米爾的死亡。挪威警方亦表示，哈瓦爾基米爾受的伤完全是皮外伤，没有证据表明是被枪杀。